# Live in Europe (Creedence Clearwater Revival)
Live in Europe è il decimo album, nonché primo live ufficiale, dei Creedence Clearwater Revival, pubblicato il 16 ottobre 1973 dalla Fantasy Records. L'album venne pubblicato nonostante le forti obiezioni del frontman John Fogerty.

## Tracce
1. Born on the Bayou– 5:05
2. Green River/Susie Q – 4:31 - (Fogerty/Eleanor Broadwater, Dale Hawkins, Stanley S. Lewis)
3. It Came Out of the Sky – 3:11
4. Door to Door – 2:00 - (Stu Cook)
5. Travelin' Band – 2:12
6. Fortunate Son – 2:25
7. Commotion – 2:34
8. Lodi – 3:15
9. Bad Moon Rising – 2:13
10. Proud Mary – 2:52
11. Up Around the Bend – 2:42
12. Hey Tonight – 2:30
13. Sweet Hitch-Hiker – 3:05
14. Keep on Chooglin' – 12:47

## Formazione
- John Fogerty - voce, chitarra, armonica a bocca
- Stu Cook - voce, basso
- Doug Clifford - batteria

## Classifica

### Album
| Anno | Classifica | Posizione  |
| ---- | ---------- | ---------- |
| 1973 | Pop Albums | numero 143 |